# Aldin Turkes
Aldin Turkes (sinh ngày 22 tháng 4 năm 1996) là một cầu thủ bóng đá người Thụy Sĩ thi đấu cho FC Vaduz.

## Đời sống cá nhân
Turkes là người gốc Bosnia.

## Danh hiệu
FC Zürich
- Cúp bóng đá Thụy Sĩ: 2015–16

FC Vaduz
- Cúp bóng đá Liechtenstein: 2016-17